# Jüdischer Friedhof (Otwock)
Koordinaten: 52° 5′ 2″ N, 21° 16′ 19″ O
Der Jüdische Friedhof in Otwock, einer Kreisstadt in Polen in der Woiwodschaft Masowien, entstand im 19. Jahrhundert. Während des Zweiten Weltkrieges wurde er von deutschen Besatzungstruppen zerstört. Seitdem wird er nicht mehr genutzt. Er erstreckt sich auf einer Größe von etwa 17.000 Quadratmetern und umfasst heute rund 900 Grabstätten.

## Geschichte
Die jüdischen Einwohner Otwocks wurden auf dem größeren jüdischen Friedhof in Karczew beerdigt. Auf dem kleineren Begräbnisplatz in Otwock wurden – vorwiegend in der Zeit zwischen den Weltkriegen – in Otwock verstorbene Kurgäste und Kranke jüdischen Glaubens bestattet. In den Jahrzehnten nach dem Zweiten Weltkrieg wurde der bereits stark beschädigte Friedhof zusätzlich zerstört und geplündert. Eine weitere Schädigung erfolgte durch die Führung einer oberirdischen Stromversorgungstrasse quer über den Friedhof.
Der heutige Eigentümer des Friedhofes ist die jüdische Religionsgemeinschaft in Warschau. In Zusammenarbeit mit der „1. Baptistischen Kirche“ in Otwock sowie Baptisten-Freiwilligen aus den USA betreut und erhält seit einigen Jahren der „Verein zur Erinnerung an die Juden in Otwock und Karczew“ (Społeczny Komitet Pamięci Żydów Otwockich i Karczewskich) den Friedhof. Im August 2007 wurden entlang der ehemaligen Friedhofseinfassung rund 50 Tonnen an Feldsteinen zur Trassierung gelegt. Der Friedhof liegt heute in einem Wald am Rande der Ortschaft.

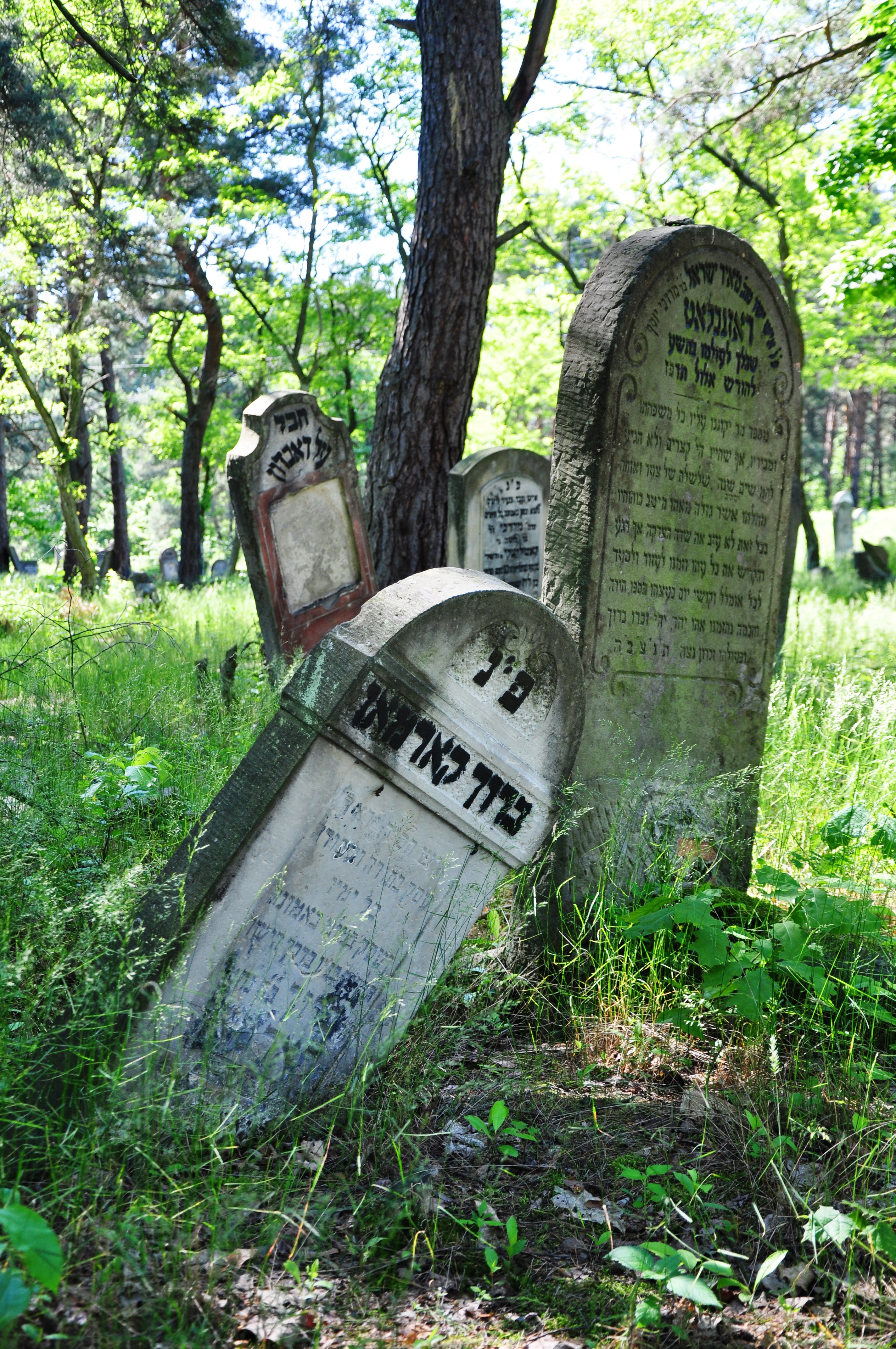
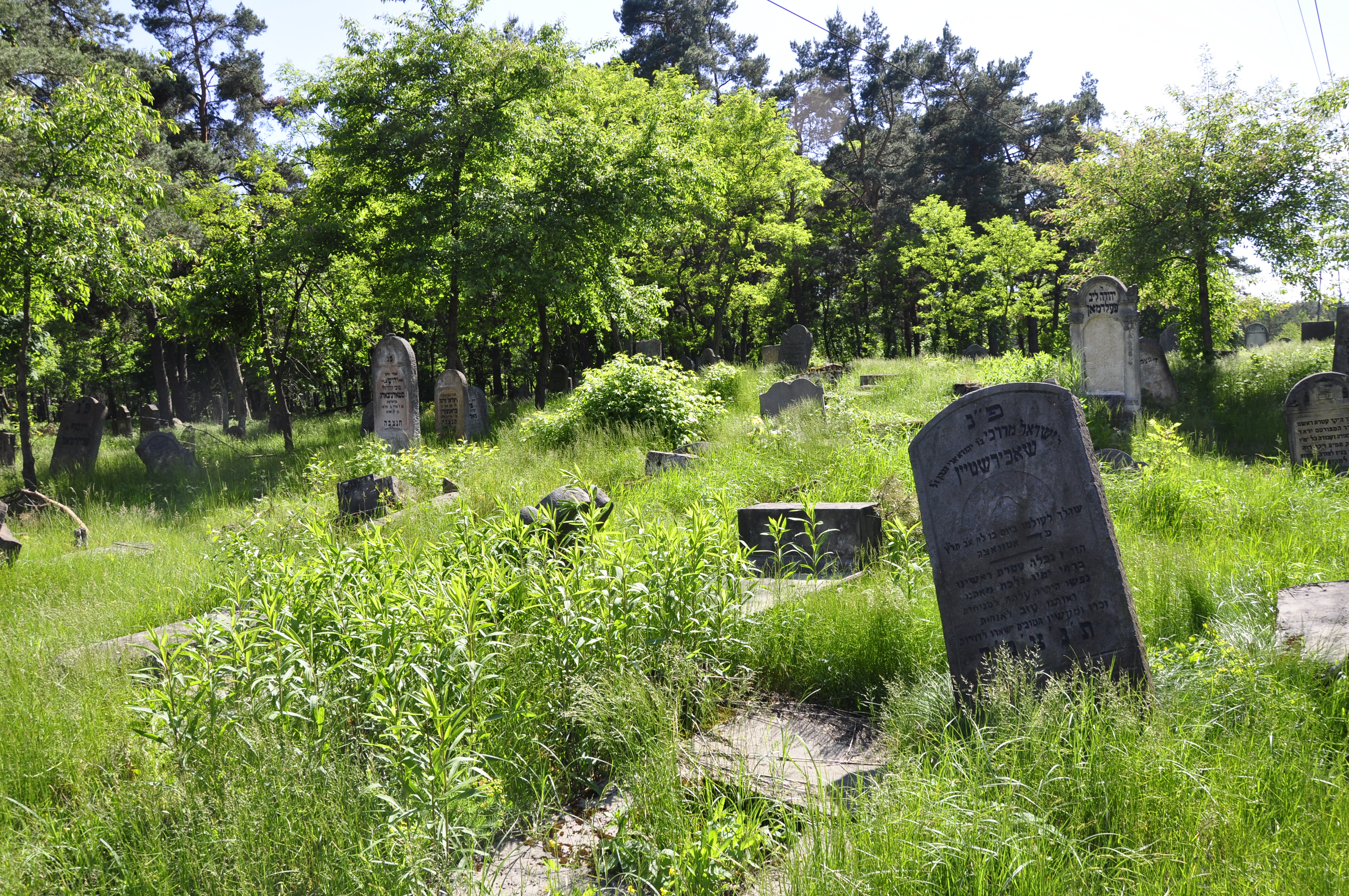
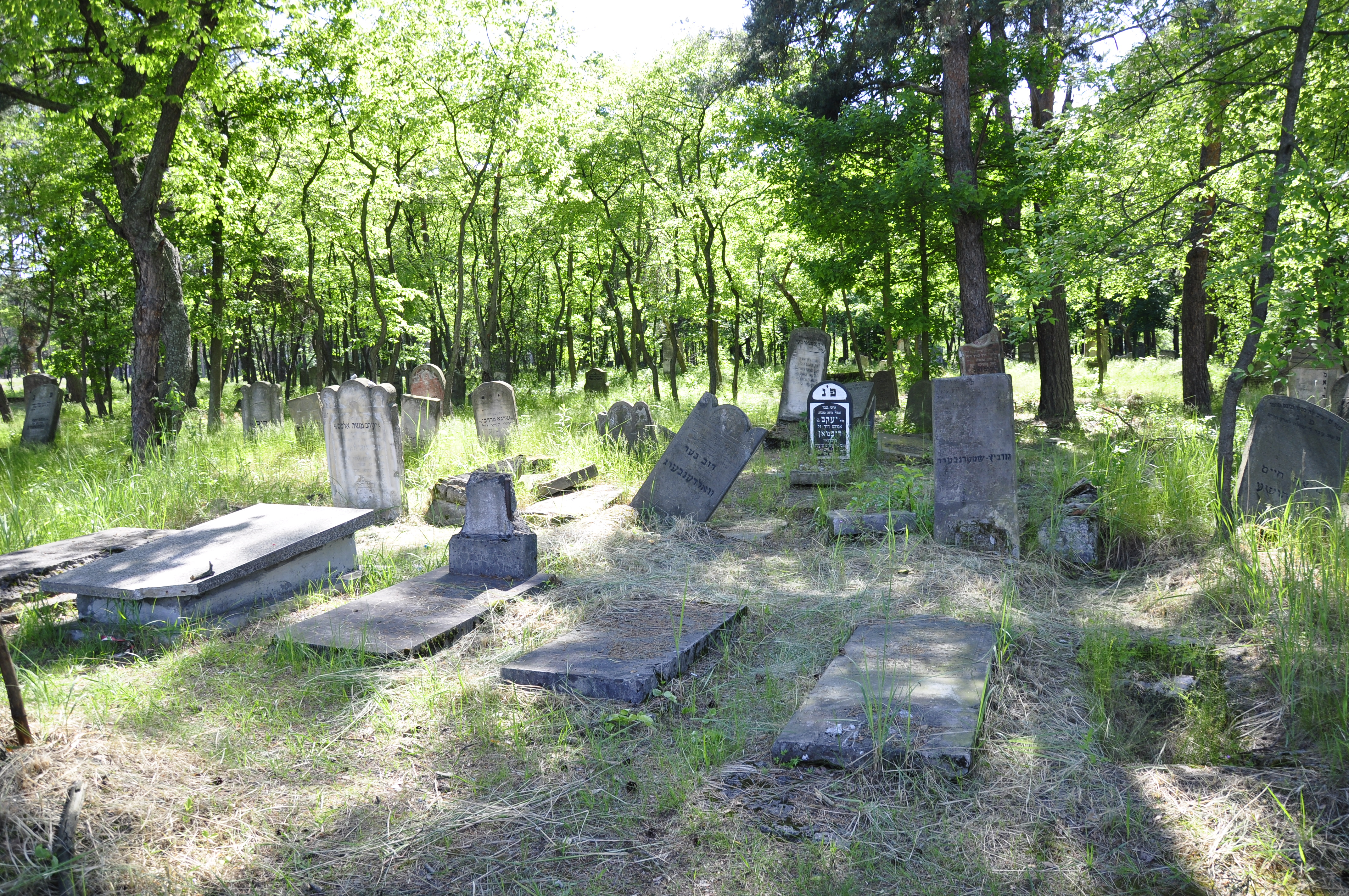
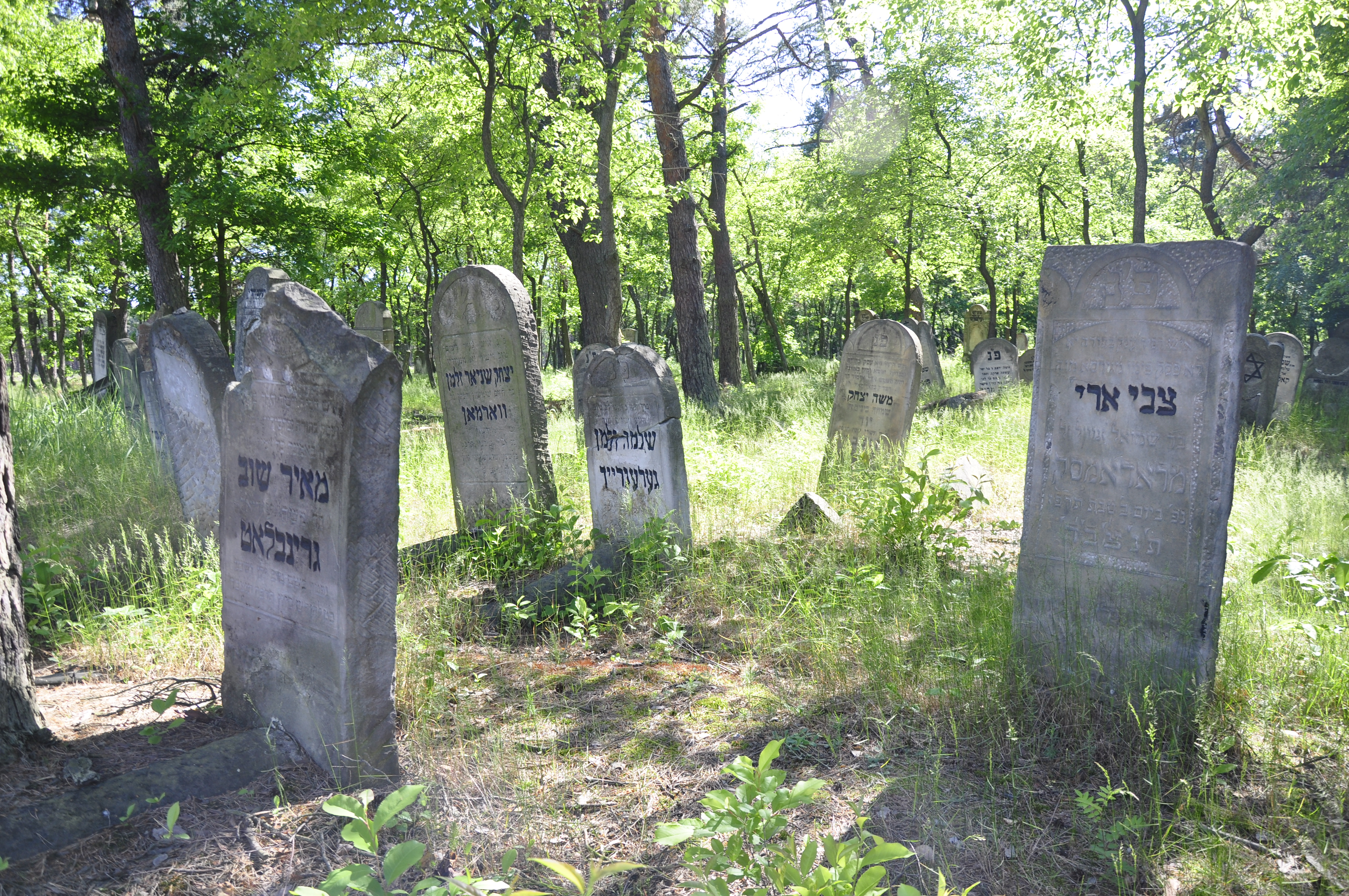